# گربه‌ماهی الوار
گربه‌ماهی الوار (نام علمی: Auchenipteridae) نام یک تیره از راسته گربه‌ماهی‌سانان است.